# San Theodoros
San Theodoros is een fictief Zuid-Amerikaans land uit De avonturen van Kuifje. De verhalen Het gebroken oor en Kuifje en de Picaro's spelen zich gedeeltelijk hier af. Verder komt het land zijdelings ter sprake in De 7 kristallen bollen en Cokes in voorraad.
San Theodoros is een typische bananenrepubliek, waarbij de ene dictator de andere afwisselt, in concreto generaal Tapioca en generaal Alcazar. Tapioca is een rechtse dictator, Alcazar een linkse (te zien aan zijn uniform in de stijl van Fidel Castro), hoewel de albums vooral duidelijk lijken te maken dat het niet veel uitmaakt of het land door een linkse of een rechtse dictator wordt bestuurd. Het land kenmerkt zich verder door zijn militarisme en het Mexicaanse-legersyndroom: 3487 kolonels, maar slechts 49 korporaals.
In Het gebroken oor breekt een oorlog uit tussen San Theodoros en het buurland Nuevo Rico. Het verhaal is gebaseerd op de Chaco-oorlog (1932-1935) tussen Bolivia en Paraguay.
De hoofdstad van San Theodoros is Las Dopicos. In Kuifje en de Picaro's heeft Tapioca haar omgedoopt in Tapiocapolis. Nadat Alcazar hem heeft afgezet wordt de stad omgedoopt tot Alcazaropolis.
De bevolking bestaat met name uit mestiezen. In de binnenlanden leven indiaanse stammen als de fictieve Arumbaya's.
Zoals in veel Zuid-Amerikaanse landen wordt in San Theodoros vooral Spaans of Nederlands met een Spaans accent gesproken. De Arumbaya's hebben daarentegen hun eigen, inheemse taal.

## Naamgeving
San Theodoros kan vertaald worden als "Heilige Theodorus". In correct Spaans zou dat echter San Teodoro moeten zijn, dus zonder h en zonder s. Striptekenaar Hergé kende dan ook geen Spaans, maar zelfs in de Spaanse vertalingen heet het land Theodoros. 